# レスリー・カーター
レスリー・カーター（Leslie Carter、1986年6月6日 - 2012年1月31日）は、アメリカの女性歌手。

## 来歴
フロリダ州タンパ出身。父のロバート・カーターと母のジェーン・カーター（旧姓:スポールディング）のもとに、次女として生まれる。兄はバックストリート・ボーイズのニック・カーター、そしてひとつ下の弟は歌手のアーロン・カーター。アーロンの双子の姉エンジェル・カーターはモデルとして活動している。1番目の姉であるボビー・カーターはニックの一つ下の妹で、活動はしていない。

## 人物
小さい頃からダンスが好きだったレスリーはチアリーディングをしていた経験があった。好きな俳優はブラッド・ピット、レオナルド・ディカプリオ。好きな女優はメグ・ライアン、ドリュー・バリモア。好きな歌手はセリーヌ・ディオンだという。母ジェーンは「レスリーは兄弟の中で1番優しい心の持ち主よ」と話している。

### 家族
- 父はジェーンとの前に1度離婚しており、バージニアという娘（レスリーにしたら異母姉）がいる。バージニアにはテイラーという息子がいる。
- 母ジェーンは保釈後、一般人の男性と再婚するも2年で破綻。また新たに再婚するも約1年半で破綻した。
- 母が大好きだったレスリーは最初、家族を壊したジンジャーを受け入れられなかった。しかし後に良き相談相手になったという。
- 母思いのレスリーはよく母の家を訪れていた。また父とも、ツイッターに2ショット写真をアップするほど関係は良好だった。

## リアリティ番組
2006年に全米で公開された「House Of Carters」では、兄弟5人で生活する様子を追った番組。ニックの元恋人パリス・ヒルトンとその親友ニコール・リッチーを中心にした「Simple Life」と並ぶ視聴率を出した。この番組にはレスリーの恋人（現夫）であるマイク・アシュトンが登場する。また最終回間近には父とジンジャーも登場。レスリーは泣きながらジンジャーに「なぜ来たの?」と問う場面も。

## 活動
1999年にドラムワークス・レコードと契約し、翌年にシングル「Like Wow」でデビュー。後にシュレックのサウンド・トラックとして使われたこの曲はヒット曲となった。このヒットによりドラムワークス・レコードは2001年4月にレスリーのアルバムを製作すると発表。しかし後にレスリーと母ジェーンの意向でアルバムを製作することは取りやめになった。ジェーンは「ドラムワークス・レコードはレスリーをブリトニー・スピアーズやクリスティーナ・アギレラなどの型にはまったポップアップ・アーティストにしようとしたのよ。彼女は物事を自分自身のやり方で突き動かす子なの」と話した。そして契約を打ち切ったレスリーは自ら2005年12月にバンド"The Other Half"を結成。このバンドの曲は「Like Wow」とは違ったポップロックな曲で、レスリーは2006年1月にニューヨークで行われたコンサートで「このバンドの曲は私が前から求めていたようなラインの曲ばかりよ」と話した。2009年9月、同バンドはCDをリリースすることなく解散している。そしてバンド仲間のマイク・アシュトンと交際に発展し、2008年に結婚。2010年7月21日には妊娠しているとツイッターで発表。2011年4月1日、アリッサ・ジェーン・アシュトンを出産。ミドルネームは母からとったという。現在は活動をやめ、カナダのトロントで生活している。2012年1月31日、ニューヨーク州北部で死去。25歳。死因は、薬物の過剰摂取であった。

## 死因及び家族の動向
レスリーは亡くなった当日、意気消沈していて、長期に渡って精神病を病んでおり、朝に義母とコーヒーを飲んだ際に「気分が悪い」といっていたという。当日は義母の自宅に泊まっていた。彼女がバスルームにあまりにも長くいたので心配になった家族が、彼女が倒れているのを発見した。しかしその時点では彼女は亡くなっておらず、ベッドに寝かせたという。そして家族のひとりが娘のアリッサを連れていったようだが、彼女は寝込んだままだった。その時はまだ肌は赤らんでおり、呼吸もしていたという。夕方になってレスリーの父親のロバートが帰宅し、レスリーの様子を見たところ呼吸が止まっていた。彼はすぐに人工呼吸をしたが、数分を経てもそのままだったので、救急車を呼んだ。彼女はそのまま病院に運ばれたが、そこで死亡が確認された。
彼女の兄でバックストリート・ボーイズのニックは「ツアーをつづける。それが自分を癒す方法だから。そして残りのツアーはレスリーに捧げる」とtwitterで公表し、ツアーを中止せずに続投している。弟のアーロンはtwitter上で1つ上の姉である彼女に対し「レスリー、すごくすごくすごく大好きだよ!!! 言葉じゃあらわせないくらい。これからもずっといつも親友だ」とツイートしたほか、「もうほんとうに気が滅入るよ」など、彼女の死を深く悼んでいる。追悼というトレンドに載せて、「追悼美しい妹へ レスリー」などと綴っており、アーロンがこころから悲しんでいるのが窺える。また彼はファンに対して「カーター家をはじめとする親族は、国を越えてみなさんが彼女を愛し、祈ってくれていることに深い感謝を表します。」と綴っている。また彼女の妹でモデルとして活動しているエンジェルはtwitterのプロフィール欄に「2012/1/31 追悼 最愛の姉、レスリー・カーターへ」と記述した。

## ディスコグラフィー

### シングル
- "I Need To Hear It From You"
- "Like Wow"

### アルバム
- "Likw Wow"-未発表